# Discografia lui Eminem
Acest articol prezintă aparițiile discografice ale rapperului Eminem. Acesta a lansat 10 albume de studio, 45 discuri single, două discuri EP și 35 videoclipuri.
Muzica sa a fost lansată la casele de discuri Web Entertainment și Interscope Records (împreună cu filialele Aftermath Entertainment, Goliath Artists și propria casă de discuri, Shady Records). Eminem este artistul cu cele mai mari vânzări din anii 2000 în Statele Unite. A vândut peste 160 de milioane de albume și single-uri, fiind unul dintre artiștii cu cele mai mari vânzări din toate timpurile în lume. În iunie 2014, este desemnat al șaselea artist cu cele mai mari vânzări din Statele Unite și artistul hip-hop cu cele mai mari vânzări din lume, având vândute 45.160.000 de albume și 31 de milioane de single-uri digitale.
Debutează discografic în anul 1996 cu albumul Infinite. După albumul său de debut, Eminem capătă o mare popularitate prin cel de-al doilea său album, The Slim Shady LP, din 1999. Următoarele sale două lansări, The Marshall Mathers LP (2000) și The Eminem Show (2002), au avut același succes mondial, câștigând fiecare câte un certificat RIAA de diamanat în SUA pentru vânzări (s-au vândut aproximativ 50,1 milioane de exemplare). Acestea au fost urmate de discul Encore în 2004, un alt album cu succes comercial și printre critici.
Eminem lansează apoi albumele Relapse în 2009 și Recovery în 2010, cel din urmă fiind numit cel mai bine vândut album din lume în 2010, distincție pe care a mai cucerit-o anterior și cu albumul The Eminem Show. Cel de-al optulea său album de studio, The Marshall Mathers LP 2, a fost lansat în noiembrie 2013.

## Albume
| Nume                      | Detalii album                                  | Poziția maximă | Poziția maximă | Poziția maximă | Poziția maximă | Poziția maximă | Poziția maximă | Poziția maximă | Poziția maximă | Poziția maximă | Poziția maximă | Vânzări și certificații          |
| Nume                      | Detalii album                                  | U.S.           | AUS            | BEL            | CAN            | FRA            | GER            | JPN            | NZ             | SWI            | UK             | Vânzări și certificații          |
| ------------------------- | ---------------------------------------------- | -------------- | -------------- | -------------- | -------------- | -------------- | -------------- | -------------- | -------------- | -------------- | -------------- | -------------------------------- |
| Infinite                  | - Formate: LP, casetă                          | –              | –              | –              | –              | –              | –              | –              | –              | –              | –              | - Vânzări în S.U.A.: 1,000       |
| The Slim Shady LP         | - Formate: CD, LP, casetă, descărcare digitală | 2              | 49             | 7              | 9              | 52             | 51             | 39             | 23             | 25             | 10             | - RMNZ certification: Platină    |
| The Marshall Mathers LP   | - Formate: CD, LP, casetă, descărcare digitală | 1              | 1              | 1              | 1              | 2              | 3              | 52             | 1              | 2              | 1              | - SNEP certification: 2× Platină |
| The Eminem Show           | - Formate: CD, LP, casetă, descărcare digitală | 1              | 1              | 1              | 1              | 2              | 1              | 3              | 1              | 1              | 1              | - SNEP certification: 2× Platină |
| Encore                    | - Formate: CD, LP, casetă, descărcare digitală | 1              | 1              | 2              | 1              | 1              | 1              | 3              | 1              | 1              | 1              | - SNEP certification: 2× Aur     |
| Relapse                   | - Formate: CD, LP, descărcare digitală         | 1              | 1              | 1              | 1              | 1              | 2              | 1              | 1              | 2              | 1              | - SNEP certification: Aur        |
| Recovery                  | - Formate: CD, LP, descărcare digitală         | 1              | 1              | 1              | 1              | 1              | 2              | 6              | 1              | 1              | 1              | - SNEP certification: Platină    |
| The Marshall Mathers LP 2 | - Formate: CD, LP, descărcare digitală         | 1              | 1              | 1              | 1              | 2              | 1              | 10             | 1              | 1              | 1              | - SNEP certification: Platină    |

"–" denotă că albumul a fost lansat dar nu a intrat în top

## Compilații
| Nume                                                     | Detalii album                                  | Poziția maximă | Poziția maximă | Poziția maximă | Poziția maximă | Poziția maximă | Poziția maximă | Poziția maximă | Poziția maximă | Poziția maximă | Poziția maximă | Vânzări și certificații |
| Nume                                                     | Detalii album                                  | U.S.           | AUS            | BEL            | CAN            | FRA            | GER            | JPN            | NZ             | SWI            | UK             | Vânzări și certificații |
| -------------------------------------------------------- | ---------------------------------------------- | -------------- | -------------- | -------------- | -------------- | -------------- | -------------- | -------------- | -------------- | -------------- | -------------- | --- |
| Music from and Inspired by the Motion Picture 8 Mile     | - Formate: CD, LP, casetă, descărcare digitală | 1              | 1              | 6              | 1              | 6              | 1              | –              | 1              | 3              | 1              | - SNEP certification: Aur |
| Straight from the Lab                                    | - Formate: CD, casetă                          | –              | –              | –              | –              | –              | –              | –              | –              | –              | –              | – |
| The Singles                                              | - Formate: CD                                  | –              | –              | –              | –              | –              | –              | –              | –              | –              | –              | – |
| Curtain Call: The Hits                                   | - Formate: CD, LP, casetă                      | 1              | 1              | 10             | 1              | 141            | 7              | 3              | 1              | 5              | 1              | - SNEP certification: 2× Aur |
| Eminem Presents: The Re-Up                               | - Formate: CD, LP, casetă                      | 2              | 17             | 44             | 2              | 41             | 15             | –              | 1              | 9              | 3              | - Vânzări mondiale: 2,051,000 - Vânzări în S.U.A.: 1,051,000 - RIAA certification: Platină - ARIA certification: Aur - IFPI SWI certification: Aur - RMNZ certification: 2× Platină |
| Shady XV                                                 | - Formate: CD, LP, descărcare digitală         | 3              | –              | 26             | 1              | 32             | 8              | –              | –              | 7              | 5              | - Vânzări în S.U.A.: 500,000 - Vânzări în Canada: 21,000 - RIAA certification: Aur                                                                                                  |
| Southpaw (Music from and Inspired by the Motion Picture) | - Formate: CD, LP, descărcare digitală         | 5              | 13             | 146            | 2              | 108            | 61             | –              | 20             | 43             | –              | - Vânzări în S.U.A.: 69,000 |

"–" denotă că albumul a fost lansat dar nu a intrat în top

## Discuri EP
The Slim Shady EP ( 1997)

## Discuri single
Infinite (1996)
Lose Yourself (2002)
When I'm Gone (2005)